# Александровское сельское поселение (Томская область)
Александровское се́льское поселе́ние — муниципальное образование в Александровском районе Томской области Российской Федерации.
Административный центр — село Александровское.

## История
Статус и границы сельского поселения установлены Законом Томской области от 15 октября 2004 года № 227-ОЗ № 446-ОЗ О наделении статусом муниципального района, сельского поселения и установлении границ муниципальных образований на территории Александровского района.

## Население
| 2002  | 2010  | 2012  | 2013  | 2014  | 2015  | 2016  |
| ----- | ----- | ----- | ----- | ----- | ----- | ----- |
| 8125  | ↘7311 | ↘7113 | ↘7037 | ↘6988 | ↘6964 | ↗6978 |
| 2017  | 2018  | 2019  | 2020  | 2021  |       |       |
| ↘6938 | ↘6840 | ↘6787 | ↘6664 | ↗6665 |       |       |

## Состав сельского поселения
| № | Населённый пункт | Тип населённого пункта       | Население |
| - | ---------------- | ---------------------------- | --------- |
| 1 | Александровское  | село, административный центр | ↘6586     |
| 2 | Ларино           | деревня                      | ↗79       |